# Pervis Estupiñán
Pervis Josué Estupiñán Tenorio (* 21. ledna 1998 Esmeraldas) je ekvádorský profesionální fotbalista, který hraje na pozici levého obránce za anglický klub Brighton & Hove Albion FC a za ekvádorský národní tým.

## Klubová kariéra
Estupiñán je odchovancem ekvádorského klubu LDU Quito, do jehož akademie nastoupil ve věku 13 let. Před sezonou 2015 byl povýšen do A-týmu a 1. února 2015 debutoval v domácím utkání proti El Nacionalu (výhra 1:0). Estupiñán po roce půl zamířil do Evropy, kde si jej vyhlédl anglický Watford, který jej obratem poslal na hostování do španělské Granady.
Estupiñán debutoval v La Lize 5. dubna 2017, kdy nastoupil při venkovní remíze 0:0 proti Deportivu de La Coruña. Další dvě sezóny pak Estupiñán strávil na hostování v druholigových španělských klubech, a to v Almeríi a Mallorce. S Mallorcou vybojoval postup do La Ligy, kterou si zahrál následně Estupiñán v další sezóně, a to v dresu Osasuny.
Dne 16. září 2020 přestoupil Estupiñán z Watfordu, ve kterém neodehrál ani minutu, do španělského Villarrealu za 15 milionů liber. V klubu podepsal sedmiletou smlouvu. Po dvou sezónách, ve kterých patřil k základním členům základní sestavy, vyhrál s Villarrealem Evropskou ligu a postoupil do semifinále Ligy mistrů, klub opustil.
V létě 2022 Estupiñán přestoupil zpátky do Anglie, v Brightonu nahradil odcházejícího Marca Cucurellu. Ve své první sezóně patřil k nejdůležitějším hráčům týmu, který se pod novým trenérem Robertem De Zerbim dočkal historickému postupu do pohárové Evropy.

## Reprezentační kariéra
Estupiñán v dresu ekvádorské reprezentace debutoval 13. října 2019 v přátelském zápase proti Argentině.
Na podzim roku 2020 už patřil ke stabilním členům základní sestavy a v červnu 2021 byl nominován na závěrečný Copa América 2021, kde Ekvádor došel až do čtvrtfinále, kde však podlehl Argentině 0:3. Estupiñán na turnaji nevynechal ani minutu a jednou asistencí pomohl k postupu ze základní skupiny.
V listopadu 2022 si zahrál i na mistrovství světa v Kataru, kde patřil mezi nejlepší hráče ekvádorského týmu, který však nedokázal postoupit ze základní skupiny.